# Július 26.
Július 26. az év 207. (szökőévben 208.) napja a Gergely-naptár szerint. Az évből még 158 nap van hátra.
Névnapok: Anna, Anikó + Áhim, Anada, Anélia, Anéta, Anett, Anetta, Anettka, Anica, Aniella, Anika, Anilla, Anina, Anita, Anitra, Anka, Annadóra, Annaliza, Annalotti, Annarita, Annelin, Anni, Berill, Joachim, Joáhim, Joakim, Kisanna, Kisó, Nanett, Nanetta, Nina, Ninell, Ninett, Ninetta, Ninon, Panka, Panna, Panni, Penni, Taddeus, Tádé

## Események
- 1083 – Gellért püspököt szentté avatják.
- 1469 – Az Edgecote Moor-i csata.
- 1845 – Elindul első transzatlanti útjára a kor legnagyobb és leggyorsabb gőzöse, a Great Britain.
- 1847 – Libéria megalapítása.
- 1887 – ben Lazar Markovics Zamenhof kiadja az eszperantó tervnyelv első tankönyvét orosz nyelven.
- 1908 – Az Amerikai Egyesült Államokban megalakul a Bureau of Investigation, az FBI elődje.
- 1945 – Megbukik Winston Churchill brit miniszterelnök.
- 1953 – Kubában felkelők kis csapata Fidel Castro vezetésével megostromolja a Moncada laktanyát, amit Kubában a forradalom kezdeteként évről évre a nemzeti forradalmiság napjaként ünnepelnek.
- 1963 – Súlyos károkkal járó földrengés a jugoszláviai Szkopjéban.
- 1963 – Az első szinkronpályára állított távközlési műhold, az amerikai Syncom–2 pályára állítása.
- 1971 – Elindul az Apollo–15 holdexpedíció.

## Sportesemények
Formula–1
- 1987 –  német nagydíj, Hockenheimring - Győztes:  Nelson Piquet (Williams Honda Turbo)
- 1992 –  német nagydíj, Hockenheimring - Győztes:  Nigel Mansell (Williams Renault)
- 1998 –  osztrák nagydíj, A1-Ring - Győztes:  Mika Häkkinen (McLaren Mercedes)
- 2009 –  magyar nagydíj, Hungaroring - Győztes:  Lewis Hamilton (McLaren Mercedes)
- 2015 –  magyar nagydíj, Hungaroring - Győztes:  Sebastian Vettel (Ferrari)

## Születések
- 1678 – I. József német-római császár, magyar és cseh király († 1711)
- 1762 – Kelemen László az első magyar színigazgató és színműíró († 1814)
- 1782 – John Field ír származású zeneszerző, korának egyik kiemelkedô hatású zongoristája († 1837)
- 1825 – Sbüll Ferenc magyarországi szlovén költő († 1864)
- 1854 – Horváth Ödön költő, író, irodalomtörténész, a Magyar Tudományos Akadémia tagja († 1931)
- 1856 – George Bernard Shaw ír származású angol író, Nobel-díjas († 1950)
- 1874 – Szergej Alekszandrovics Kuszevickij orosz-amerikai nagybőgős és karmester († 1951)
- 1875 – Dr. Carl Gustav Jung svájci pszichiáter († 1961)
- 1884 – Borbás Gáspár magyar labdarúgó († 1976)
- 1885 – André Maurois (er. Émile Salomon Wilhelm Herzog) francia regényíró, elbeszélő, esszéíró († 1967)
- 1894 – Aldous Huxley angol származású amerikai biológus, író, a „Szép új világ” („Brave New World”) szerzője († 1963)
- 1907  – Pelle István kétszeres olimpiai bajnok magyar tornász († 1986)
- 1907  – Gertler Endre hegedűművész, tanár († 1998)
- 1908 – Salvador Allende, chilei politikus. Dél-Amerika első szabadon megválasztott szocialista elnöke († 1973)
- 1921 – Molnár Tibor Kossuth- és Jászai Mari-díjas magyar színművész († 1982)
- 1922 – Jason Robards (Jr.) amerikai színész († 2000)
- 1923 – Tóth István magyar fotóművész († 2016)
- 1927 – Sákovics József, az első magyar párbajtőr-világbajnok, a magyar vívóválogatott volt szövetségi kapitánya († 2009)
- 1928 – Don Beauman brit autóversenyző († 1955)
- 1928 – Stanley Kubrick Oscar-díjas amerikai filmrendező († 1999)
- 1928 – Tadeusz Baird lengyel zeneszerző és zenepedagógus († 1981)
- 1930 – Szervátiusz Tibor Kossuth-díjas magyar szobrászművész, a nemzet művésze, Szervátiusz Jenő fia († 2018)
- 1933 – Edmund Phelps amerikai közgazdász
- 1942 – Teddy Pilette belga autóversenyző
- 1943 – Mick Jagger angol rockénekes, a The Rolling Stones tagja
- 1945 – Helen Mirren Oscar- és Emmy-díjas angol színésznő
- 1946 – Emilio de Villota spanyol autóversenyző
- 1946 – Faluhelyi Magda magyar színésznő († 2020)
- 1947 – Csuha Lajos Aase-díjas magyar színész, rockzenész, zeneszerző, a Rock Színház alapító tagja.
- 1949 – Roger Taylor, a Queen együttes dobosa
- 1957 – Nana Visitor, amerikai színésznő
- 1958 – Kopasz Tamás magyar képzőművész
- 1964 – Bogár János ultramaratoni futó
- 1964 – Sandra Bullock Oscar-díjas amerikai színésznő
- 1967 – Jason Statham angol színész, producer, harcművész
- 1968 – Frédéric Diefenthal francia színész, producer
- 1973 – Kate Beckinsale angol színésznő
- 1974 – Daniel Negreanu kanadai pókerjátékos
- 1974 – Vékony Anna magyar színésznő
- 1985 – Andrej Grijazev orosz műkorcsolyázó
- 1986 – Angela Morosanu román atléta
- 1986 – Tarján Zsófia, magyar énekes
- 1989 – Búrány Zoltán magyar labdarúgó
- 1990 – Baradlay Viktor magyar szinkronszínész
- 1999 – Birk Irving ifjúsági olimpiai bajnok amerikai síakrobata

## Halálozások
- 1471 – II. Pál pápa (* 1417)
- 1506 – Candale-i Anna magyar királyné (*1484)
- 1864 – Fáy András magyar író, politikus (* 1786)
- 1882 – Vetter Antal honvéd tábornok (* 1803)
- 1925 – Gottlob Frege német matematikus, filozófus, logikatudós (* 1848)
- 1952 – Eva Perón („Evita”, szül. Eva Duarte), Juan Domingo Perón argentin elnök felesége (* 1919)
- 1962 – Szent Ġorġ Preca máltai pap, a Societas Doctrinae Christianae alapítója (* 1880)
- 1965 – Johnny Roberts amerikai autóversenyző (* 1924)
- 1967 – Füst Milán Kossuth-díjas magyar író, költő, drámaíró, esztéta (* 1888)
- 1990 – Giorgio Scarlatti olasz autóversenyző (* 1921)
- 1999 – Bay Béla magyar vívó, edző, sportvezető (* 1907)
- 2000 – John Tukey amerikai statisztikus, a software és bit kifejezés kiötlője (* 1915)
- 2016 – Jacques Hamel francia pap, a 2016-os roueni terrortámadás mártírja (* 1930)
- 2020 – Blair Csuti amerikai biológus (* 1945)
- 2020 – Olivia de Havilland kétszeres Oscar-díjas amerikai színésznő (* 1916)
- 2021 – Joey Jordison amerikai zenész, dalszerző, zenei producer. A Slipknot nevű metal együttes dobosa (* 1975)
- 2023 – Sinéad O’Connor Grammy-díjas ír énekesnő (* 1966)

## Nemzeti ünnepek, emléknapok, világnapok
- Maldív-szigetek: a függetlenség napja
- Libéria: a függetlenség napja
- Kuba A Moncada laktanya megtámadása évfordulójának ünnepe (1953). 25-én kezdődő három napos fesztivál.